# Marlow (Oklahoma)
Marlow es una ciudad ubicada en el condado de Stephens en el estado estadounidense de Oklahoma. En el año 2010 tenía una población de 4662 habitantes y una densidad poblacional de 253,37 personas por km².

## Geografía
Marlow se encuentra ubicada en las coordenadas 34°38′36″N 97°57′32″O / 34.64333, -97.95889 (34.643410, -97.958806).

## Demografía
Según la Oficina del Censo en 2000 los ingresos medios por hogar en la localidad eran de $23,105 y los ingresos medios por familia eran $30,568. Los hombres tenían unos ingresos medios de $23,984 frente a los $19,620 para las mujeres. La renta per cápita para la localidad era de $12,714. Alrededor del 15.7% de la población estaban por debajo del umbral de pobreza.